# Maistee
Oksusu-cha (옥수수차) oder Maistee ist ein koreanischer Tee aus Mais. Während oksusu-suyeom-cha (옥수수수염차|) oder Maisseidentee den Tee aus Maisseide bezeichnet, kann Oksusu-cha aus gerösteten Maiskörnern, Maisseide oder einer Kombination aus beidem hergestellt werden. Der koffeinfreie Aufguss ist ein beliebtes Heißgetränk im Winter. Neben dem Gerstentee (Bori-cha) gehört der Oksusu-cha zu den Freikorntees, die in vielen Restaurants in Ostasien anstelle von Wasser angeboten werden.
In der Provinz Gangwon-do wird der Tee gangnaengi-cha (강냉이차)genannt. Das Wort gangnaengi entstammt dem Wort für Mais im Dialekt von Gangwon-do, wo der Tee vor allem im Spätherbst und im Winter in den meisten Haushalten konsumiert wird.

## Zubereitung
Traditionell werden Maiskörner getrocknet und geröstet, um oksusu-cha zuzubereiten. Die gerösteten Maiskörner werden anschließend in Wasser gekocht, bis sich dieses gelb verfärbt. Der Tee wird dann abgefiltert und der gekochte Mais weggeworfen. Obwohl das Getränk von Natur aus süß ist, wird manchmal Zucker hinzugefügt, wenn ein süßerer Geschmack gewünscht wird.
Geröstete Maiskörner sind in Lebensmittelgeschäften und traditionellen Märkten in Korea sowie in koreanischen Lebensmittelgeschäften im Ausland erhältlich. Auch Teebeutel, die gemahlenen Mais enthalten, finden sich dort im Handel.
Der Oksusu-cha wird oft mit dem Gerstentee bori-cha kombiniert, da der leicht süßliche Holzgeschmack des Maistees den leicht bitteren Geschmack der Gerste ausgleicht. Der Tee kann sowohl warm als auch kalt serviert werden.

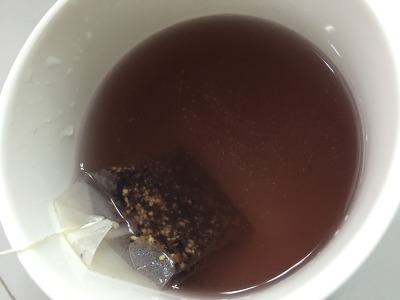
Teebeutel mit Jasaek-oksusu-cha (lila Maistee)
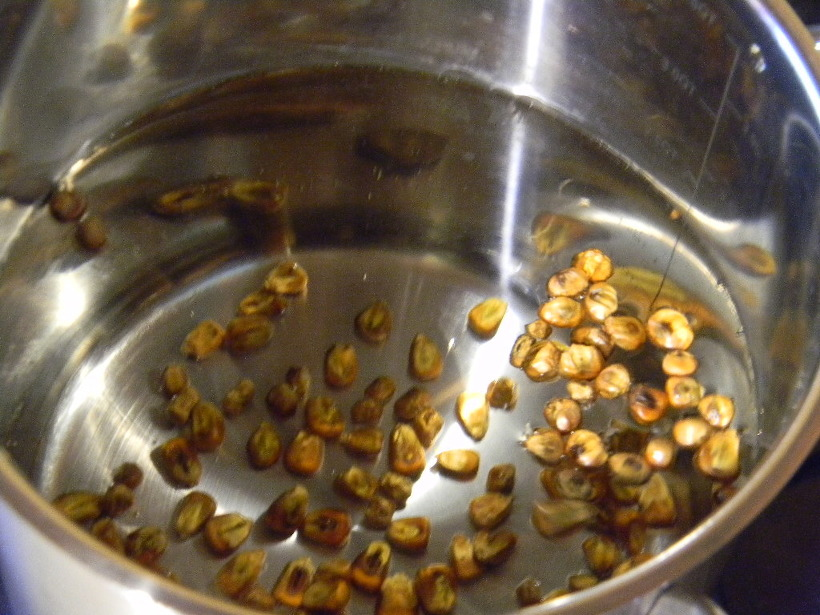
Kochende geröstete Maiskörner